# Abacella
Abacella, fosilni rod  zelenih algi (Chlorophyta), dio porodice Halimedaceae (tribus Udoteae), nekada u porodici Codiaceae.
Sastoji se od dvije vrste. 

## Vrste
1. Abacella delicatula J.H.Johnson 1964
2. Abacella pertusa Maslov; tip